# 財木琢磨
財木 琢磨（ざいき たくま、1992年10月15日 - ）は、日本の俳優。福岡県出身。長良マネジメント所属。

## 経歴
工場で会社員として働いていたが、職場の上司に勧められたことがきっかけで、第25回ジュノン・スーパーボーイ・コンテストを応募。フォトジェニック賞と紅茶花伝賞を受賞する。
2015年、ミュージカル『テニスの王子様』3rdシーズンの手塚国光役で舞台初出演。
2017年5月、ドラマ『水戸黄門』の7代目佐々木助三郎役に抜擢された。
2024月6月、ドラマ『大岡越前7』(NHK-BS時代劇)南町奉行所 北島駿介役に抜擢され、
2025年6月　ドラマ『大岡越前8』(NHK-BS時代劇)同役で出演する。

## 人物
- 趣味/特技：バスケットボール、キックボクシング、空手[9][10]
- 2019年、くるめふるさと大使に任命される[11]。

## 出演

### 舞台
- ミュージカル『テニスの王子様』3rdシーズン - 手塚国光 役[8]
  - 青学vs不動峰（2015年2月13日 - 5月17日、TOKYO DOME CITY HALL 他）[12]
  - TEAM Live SEIGAKU（2015年6月10日 - 14日・27日 - 28日、AiiA 2.5 Theater Tokyo 他）[13]
  - 青学vs聖ルドルフ（2015年9月5日 - 11月3日、TOKYO DOME CITY HALL 他）[14]
  - 青学vs山吹（2015年12月24日 - 2016年2月21日、TOKYO DOME CITY HALL 他）[15]
  - Dream Live 2016（2016年5月13日 - 21日、パシフィコ横浜 国立大ホール 他）[16]
  - 青学vs氷帝（2016年7月14日 - 9月25日、TOKYO DOME CITY HALL 他）[17]
- 2.5 Escape Stage「甲鉄城のカバネリ」（2017年1月6日 - 12日、シアター1010）- 来栖 役[18]
- ミュージカル『刀剣乱舞』〜三百年の子守唄〜（2017年3月4日 - 4月9日、AiiA 2.5 Theater Tokyo 他）- 大倶利伽羅 役[19]
- 舞台「クジラの子らは砂上に歌う」（2018年1月25日 - 2月4日、AiiA 2.5 Theater Tokyo 他）- オウニ 役[20]
- 方南ぐみ企画 朗読劇「青空」（2018年8月15日、三越劇場）[21]
- 『DIVE!!』The STAGE!!（2018年9月20日 - 30日、シアター1010 / 10月6日 - 7日、森ノ宮ピロティホール）- 沖津飛沫 役[22]
- 博多座開場20周年記念「武田鉄矢・コロッケ特別公演」（2019年5月5日 - 28日、博多座）- 佐々木助三郎 役[23]
- この音とまれ！（2019年8月17日 - 9月15日、全労済ホール／スペース・ゼロ 他）- 久遠愛 役[24]
- 里見八犬伝（2019年10月14日 - 12月8日、南総文化ホール 他[注 1]）- 犬山道節 役[25]
- 27 -7ORDER-（2020年2月9日 - 16日、天王洲 銀河劇場 / 2月21日 - 3月1日、AiiA 2.5 Theater Kobe） - ヤマト 役[26][27]
- 舞台「魔界転生」（2021年4月7日 - 11日、刈谷市総合文化センター / 4月16日 - 28日、博多座 / 5月18日 - 28日、明治座 / 6月2日 - 10日、新歌舞伎座[注 2]） - 荒木又右衛門 役[28]
- 羽世保スウィングボーイズ（2021年7月16日 - 27日、博多座 / 8月28日 - 29日、新歌舞伎座）- 夏矢崎剣 役[29][30]
  - 羽世保スウィングボーイズ（2022年10月23日 - 28日、明治座）[31][32]
- ニンジャバットマン ザ・ショー（2021年11月6日 - 30日、Theater Mixa）- ジョーカー 役（クアドラプルキャスト） [33]
- 舞台「いい人間の教科書。」（2021年12月22日 - 26日、新宿FACE）[34]
- Makino Play vol.2「モンローによろしく」（2022年2月3日 - 13日、座・高円寺1）- W主演 [35]
- ミュージカル『アニー』（2022年4月23日 - 5月8日、新国立劇場 / 8月7日、名取市文化会館 大ホール / 8月11日 - 14日、梅田芸術劇場 シアター・ドラマシティ / 8月20日 - 21日、金沢歌劇座 / 8月26日 - 28日、 愛知県芸術劇場大ホール ） - ルースター 役[36][37]
  - ミュージカル『アニー』（2023年4月22日 - 5月8日、新国立劇場 中劇場）[38]
  - ミュージカル『アニー』（2024年4月20日 - 5月7日、新国立劇場 中劇場）[39]
- ミュージカル『シデレウス』（2022年6月17日 - 30日、自由劇場） - ガリレオ・ガリレイ 役（チームカシオペア）[40]
- OFFICE SHIKA PRODUCE『Operetta YAMA-INU』（2023年11月8日 - 12日、あうるすぽっと）[41]
- 罠（2024年10月4日 - 11月25日、よみうり大手町ホール 他） - マクシマン神父 役[42]
- R-System Cue.01『Birdman』（2024年12月15日、浅草花劇場）[43]
- 「氷艶 hyoen 2025 -鏡紋の夜叉-」(2025年7月5日〜7日、横浜アリーナ)- 留玉臣命 役(増田貴久・高橋大輔Ｗ主演)

演出：堤幸彦
主催: 日本テレビ放送網株式会社、株式会社ユニバーサルスポーツマーケティングー
- 忠臣蔵（2025年12月12日 - 28日〈予定〉、明治座 / 2026年1月3日 - 6日〈予定〉、御園座 / 1月17日〈予定〉、富山県民会館 / 1月24日 - 27日〈予定〉、梅田芸術劇場 メインホール） - 寺坂吉右衛門 役[44]

### バラエティ
- 方言彼氏。（2013年10月 - 12月、東名阪ネット6・ひかりTV）
- ええじゃないか!!（2021年1月 - 、TOKYO MX）※準レギュラー

### テレビドラマ
- トモダチゲーム（2017年4月）- 桂谷千聖 役[45]
- アイドル×戦士 ミラクルちゅーんず！（2017年8月20日、テレビ東京）
- 水戸黄門 (BS-TBS版)（2017年10月4日 - 12月6日、2019年5月19日 - 8月11日、BS-TBS / C.A.L）- 佐々木助三郎 役[46]
- 15歳、今日から同棲はじめます。（2018年4月7日 - 6月30日、TOKYO MX） - 主演・向奏志 役 [47]
- クロスロード3 群衆の正義（2018年12月2日 - 、NHK BSプレミアム）
- 内田康夫サスペンス　新・信濃のコロンボ ～追分殺人事件～（2020年6月8日、テレビ東京） - 木下真司 役
- 38歳バツイチ独身女がマッチングアプリをやってみた結果日記 （2020年11月18日、テレビ東京 ほか） - 不動産くん 役
- 龍虎の理（2021年5月28日、日本映画専門チャンネル）
- 大岡越前7（2024年6月23日 - 8月11日、NHK BS・BSプレミアム4K） - 北島駿介 役[48]
  - 大岡越前8（2025年放送予定、NHK BS・NHK BSプレミアム4K）[49]
- ブラックペアン シーズン2  第5話（2024年8月4日　TBS）- 国税局捜査員 役
- ジョフウ　～女性に××××って必要ですか？～　第8話（2025年5月20日　テレビ東京系）ゲスト出演
- 大岡越前8（2025年6月8日 - 7月27日、NHK BS・BSプレミアム4K） - 北島駿介 役

### Webドラマ
- カンパニー（2018年1月 - ）- 主演・白崎純希 役[50]
- 私の守護神 ウラーザくん2（2018年2月 - ）- 守護神・ウラーザくん 役[51][52]
- 仮面ライダーシリーズ - 今生勇道 / 仮面ライダーハッタリ 役
  - RIDER TIME 仮面ライダーシノビ（2019年3月31日 - 4月14日、東映特撮ファンクラブ）[53]
  - ギーツエクストラ 仮面ライダータイクーン meets 仮面ライダーシノビ（2023年6月18日、東映特撮ファンクラブ）[54]
- 百合だのかんだの（2019年5月23日 - 、FOD）- 田辺修二 役
- 龍虎の理（2021年、スカパー！）[55]
- 私が獣になった夜 〜名前のない関係〜 第3話（2021年11月19日、ABEMA） - 斎木恭弥 役

### 映画
- 25NIJYU-GO（2014年）- マサ 役
- トモダチゲーム FINAL（2017年）- 桂谷千聖 役[45]
- 高校愚連隊（2017年）- 主演・廣瀬翔太 役[56]
- 遮那王 お江戸のキャンディー3（2019年）- お政 役
- 徒桜（2021年）- 山田和 役[57]
- 人権問題啓発映画『ホーム』（2021年） - 主演・原大樹 役
- 終わりが始まり（2022年）
- 右へいってしまった人（2023年） - 修二 役[58]
- 満天の星の下で（2025年公開予定） - 野田秀雄 役[59]

### テレビアニメ
- Dimensionハイスクール（2019年1月、黄川田剛[60]）
- 賢者の弟子を名乗る賢者（2022年、コウ[61]）

### ラジオ
- マル財チャンネル（2017年 - 、ニコニコ動画）
- 2.5次元男子放送部（2018年2月第1・2週パーソナリティー、TS PLAY）
- ミラクル・サイクル・ライフ（TBSラジオ、2024年7月7日、7月14日）

### ラジオドラマ
- FMシアター（NHK-FM）
  - 「砂浜クラブ」（2019年4月13日） - 鈴木リュウスケ 役[62]

### CM
- ドラマCMシリーズ『僕たちもファイターズ』（2019年5月）

## 作品

### DVD
- TAKUMA ZAIKI 1st DVD 『財木琢磨』（2017年5月10日）
- 財木琢磨DVD『原点回帰-GENTEN KAIKEY-』（2022年7月2日）[63]

### 写真集
- THE財木琢磨ファースト写真集（一迅社、2017年7月21日）ISBN 978-4-7580-7713-2
- 別冊月刊 財木琢磨（インターネットフロンティア、2017年7月23日）
- 財木琢磨写真集「紅茶とカレー、そして僕。」（主婦と生活社、2019年4月26日）
- 財木琢磨写真集 紅茶とカレー、そしてボツ。【JUNONデジタルフォトブック※デジタル限定】（主婦と生活社、2019年4月26日）

### キャラクターソング
| 発売日        | 商品名      | 歌                   | 楽曲            | 備考                                                    |
| ------------- | ----------- | -------------------- | --------------- | ------------------------------------------------------- |
| 2019年2月13日 | Here we go! | 4 Dimensions         | 「Here we go!」 | テレビアニメ『Dimensionハイスクール』オープニングテーマ |
| 2019年2月13日 | Here we go! | 黄川田剛（財木琢磨） | 「Here we go!」 | テレビアニメ『Dimensionハイスクール』関連曲             |

### ユニットメンバー
1. ↑  白山純平（石井孝英）、緑ヶ丘流星（大塚剛央）、水上ゆりお（橋本祥平）、黄川田剛（財木琢磨）